# 佐野市立北中学校
佐野市立北中学校（さのしりつ きたちゅうがっこう）は、栃木県佐野市富岡町にある公立中学校。

## 沿革

### 年表
- 1947年4月1日 - 学制改革により佐野市立北中学校と命名[1]。
- 1949年12月9日 - 現校地に旧木造校舎落成。
- 1951年5月12日 - 校歌制定（勝承夫作詞、下総皖一作曲）[2]。

## 関係者

### 出身者
- 松本哲男 - 日本画家、東北芸術工科大学学長[2]。第11回卒業生[3]。
- 高崎史彦 - 物理学者[2]
- 河口恭吾 - 歌手[2]
- 島田文雄 - 陶芸家、東京芸術大学教授[2]
- 石井琢朗 - プロ野球選手、広島東洋カープ遊撃手・コーチ[2]。第38回卒業生[3]。
- 蔵田和彦 - 漕艇選手、アトランタオリンピック選手[2]
- DOTAMA - ラッパー[4]
- 小林惇希 - アナウンサー(信越放送)